# Бонгу (язык)
Бонгу — язык провинции Маданг Папуа — Новой Гвинеи, относящийся к трансновогвинейской филе папуасских языков.

## История изучения
В деревне Бонгу в 1871—1872, 1876—1877 и 1883 годах работал русский учёный Н. Н. Миклухо-Маклай, который составил первый словарь языка бонгу объёмом около 350 слов. В 1896 году в Бонгу после аннексии (в 1884 г.) этой части Новой Гвинеи была основана Лютеранская миссия. Миссионер Август Ханке к 1913 году составил полный словарь языка бонгу.

## Русские слова языка бонгу
После пребывания русского путешественника в языке бонгу сохранились некоторые русские слова: «тапорр» или «схапор» — топор, «абрус» — арбуз или дыня, «гугруз» — кукуруза, «бик» — бык. Немецкий учёный Отто Финш ошибочно называл другие якобы русские слова языка бонгу: «глеба» — хлеб, «ноша» — нож и «скирау» — топорик (нем. Beil), слово, якобы, произошедшее от русского слова «секира». В статье А. В. Туторского 2014 года указывается, что слова «глеба» и «ноша» не зафиксированы ни одним исследователем, кроме Финша, а слово «сирау» (не «скирау») является автохтонным. В то же время до конца XIX века название, созвучное фамилии «Маклай», у папуасов носили культурные растения, с которыми их впервые познакомил русский учёный, а один из видов папайи и ещё через век был известен как «маклейлика».
В публикации Д. Д. Тумаркина указано, что в 1977 году были зафиксировано ещё три якобы русских слова, которые не относятся к русскому языку, однако считаются русскими местным населением: «уалю» (тыква), «дигли» (огурцы), «мокар» (фасоль). Все указанные слова местного происхождения. Их отнесение к «русским словам» является культурной традицией, связанной с повышением престижа культуры бонгу. Другой пример — слово «киринга», которое Миклухо-Маклай и местные жители долгое время применяли для обозначения женщины. При этом Маклай считал его папуасским, а папуасы — русским. 